# Plantago orzuiensis
Plantago orzuiensis är en grobladsväxtart som beskrevs av Mohsenz., Nazeri och Mirtadz.. Plantago orzuiensis ingår i släktet kämpar, och familjen grobladsväxter. Inga underarter finns listade i Catalogue of Life.